# هاکان رچبر

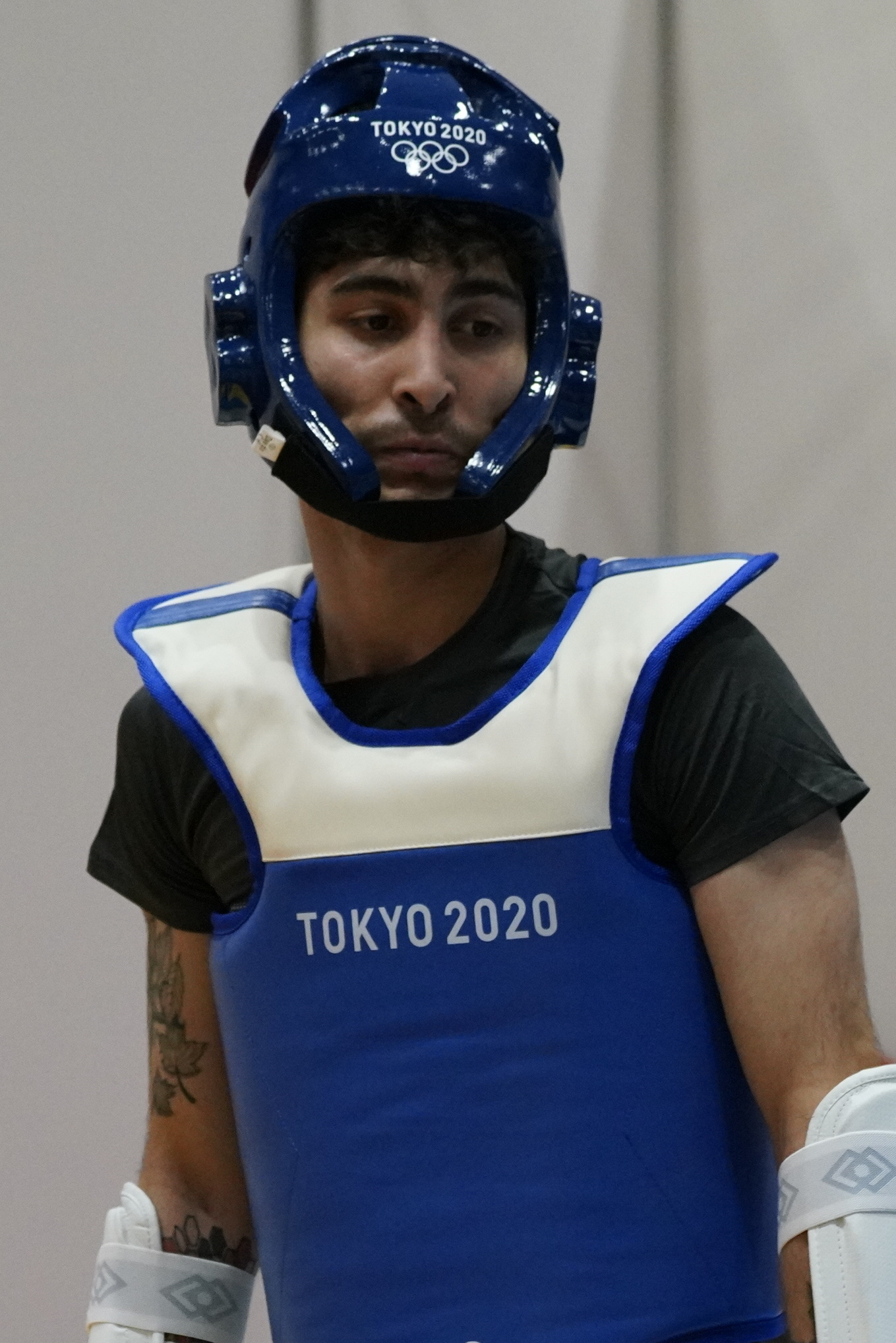
هاکان رچبر - المپیک ۲۰۲۰ توکیو

هاکان رچبر (انگلیسی: Hakan Reçber؛ زادهٔ ۱۷ اوت ۱۹۹۹) تکواندوکار اهل ترکیه است.
وی در مسابقات کشوری و بین‌المللی در مجموع برندهٔ ۴ مدال طلا، ۱ مدال نقره، ۱ مدال برنز شده‌است.